# Bela pritlikavka
Béla pritlíkavka je astronomsko telo, ki nastane, ko zvezda z majhno ali srednjo težo umre. Te zvezde niso dovolj težke, da bi lahko ustvarile takšno temperaturo jedra, ki je potrebna za zlitje ogljika v jedrskosintetičnih reakcijah. Ko zvezda postane rdečaorjakinja med fazo zgorevanja helija, bo razpustila svoje zunanje plasti in tako ustvarila planetarno meglico in za seboj pustila inertno jedro večinoma iz ogljika in kisika.
Tako jedro nima dodatnega vira energije, zato bo počasi oddajala svojo energijo in se ohladila. Jedro, ki tako nima več zaščite proti gravitacijskem propadu preko fuzijskih reakcij, postane izjemno gosto z običajno maso, kot bi jo imelo Sonce v velikosti Zemlje. Belo pritlikavko tako podpira le pritisk elektronske degeneracije.
V primeru, če bela pritlikavka preseže Chandrasekharjevo mejo, lahko eksplodira v supernovo tipa Ia preko t. i. procesa ogljikove detonacije.
Približno 6 % vseh zvezd so bele pritlikavke.